# 有田啓介
有田 啓介（ありた けいすけ、1985年1月6日 - ）は、日本の元ラグビー選手。現在ジャパンラグビーリーグワントヨタヴェルブリッツの採用担当を務めている。

## プロフィール
- 福岡県出身。
- ポジションはウィング(WTB)、センター(CTB)。
- 身長 175 cm、体重 85 kg
- U19日本代表[1] やU23日本代表[2] に選ばれたことがある。
- 弟の将太（現・コカ・コーラ）隆平（現・コカ・コーラ）もラグビー選手[3]。

## 略歴
2003年、東福岡高校卒業後、中央大学に入学する。なお東福岡高校時代、高校日本代表に選ばれたことがある。　
2006年、中央大学ラグビー部の主将に就任した。
2007年、中央大学卒業後、トヨタ自動車ヴェルブリッツに加入。
2008年9月6日に行われたジャパンラグビートップリーグ第1節の東芝ブレイブルーパス戦に途中出場で公式戦初出場を果たす。
2013年、現役を引退した